# Colin Blakely
Colin George Blakely (Bangor, 23 dicembre 1930 – Londra, 7 maggio 1987) è stato un attore britannico.

## Biografia
Attore teatrale e televisivo, nel 1961 sposò l'attrice Margaret Whiting, dalla quale ebbe 3 figli.  Fine interprete di numerose opere di Shakespeare, negli anni settanta, a teatro, fu il protagonista nella trasposizione inglese dell'opera di Eduardo De Filippo Filumena Marturano e rappresentata a Londra con la regia di Franco Zeffirelli, nel ruolo di Domenico Soriano, mentre Filumena era interpretata da Joan Plowright. Per l'occasione lo stesso Eduardo De Filippo insegnò a Blakely la gestualità e i comportamenti tipici dei napoletani.
Attivo anche sul grande schermo, i suoi ruoli più importanti furono quelli interpretati in due film tratti dai romanzi di Agatha Christie: Assassinio sull'Orient Express (1974) e Delitto sotto il sole (1982), e quello del Dottor Watson nel film Vita privata di Sherlock Holmes (1970) di Billy Wilder. Nel 1978 ottenne una nomina al BAFTA Award come miglior attore non protagonista per il film Equus (1977), tratto dall'omonima opera teatrale di Peter Shaffer. Nel 1980 interpretò Mr. Silas Hobbs nel film Il piccolo Lord. In Italia impersonò Peppone nel Don Camillo (1983), realizzato da Terence Hill. Morì di leucemia a Londra il 7 maggio 1987 a 56 anni.

## Filmografia

### Cinema
- Sabato sera, domenica mattina (Saturday Night and Sunday Morning), regia di Karel Reisz (1960)
- La furia degli implacabili (The Hellions), regia di Ken Annakin (1961)
- Parola d'ordine: coraggio (The Password Is Courage), regia di Andrew L. Stone (1962)
- Io sono un campione (This Sporting Life), regia di Lindsay Anderson (1963)
- Doppio gioco a Scotland Yard (The Informers), regia di Ken Annakin (1963)
- Le lunghe navi (The Long Ships), regia di Jack Cardiff (1964)
- Never Put It in Writing, regia di Andrew L. Stone (1964)
- Il poliziotto 202 (Allez France!), regia di Robert Dhéry, Pierre Tchernia (1964)
- Un uomo per tutte le stagioni (A Man for All Seasons), regia di Fred Zinnemann (1966)
- La spia dal naso freddo (The Spy with a Cold Nose), regia di Daniel Petrie (1966)
- L'errore di vivere (Charlie Bubbles), regia di Albert Finney (1967)
- Il giorno in cui i pesci uscirono dal mare (The Day the Fish Came Out), regia di Michael Cacoyannis (1967)
- La donna venuta dal passato (The Vengeance of She), regia di Cliff Owen (1968)
- Le disavventure di un guardone (Decline and Fall... of a Birdwatcher), regia di John Krish (1968)
- Alfredo il Grande (Alfred the Great), regia di Clive Donner (1969)
- Vita privata di Sherlock Holmes (The Private Life of Sherlock Holmes), regia di Billy Wilder (1970)
- A tu per tu con una ragazza scomoda (Something to Hide), regia di Alastair Reid (1972)
- Gli anni dell'avventura (Young Winston), regia di Richard Attenborough (1972)
- The National Health, regia di Jack Gold (1973)
- Assassinio sull'Orient Express (Murder on the Orient Express), regia di Sidney Lumet (1974)
- Galileo, regia di Joseph Losey (1975)
- La Pantera Rosa sfida l'ispettore Clouseau (The Pink Panther Strikes Again), regia di Blake Edwards (1976)
- It Shouldn't Happen to a Vet, regia di Eric Till (1977)
- Equus, regia di Sidney Lumet (1977)
- Marlowe indaga (The Big Sleep), regia di Michael Winner (1978)
- Incontri con uomini straordinari (Meetings with Remarkable Men), regia di Peter Brook (1979)
- Nijinsky, regia di Herbert Ross (1980)
- I mastini della guerra (The Dogs of War), regia di John Irvin (1980)
- Il piccolo Lord (Little Lord Fauntleroy), regia diJack Gold (1980)
- Nailed, regia di Bill Anderson (1981)
- Loophole, regia di John Quested (1981)
- Delitto sotto il sole (Evil Under the Sun), regia di Guy Hamilton (1982)
- Sulle orme della Pantera Rosa (Trail of the Pink Panther), regia di Blake Edwards (1982)
- Don Camillo, regia di Terence Hill (1983)

### Televisione
- On Trial - serie TV, episodio 1x01 (1960)
- ITV Play of the Week - serie TV, episodio 6x24 (1961)
- BBC Sunday-Night Play - serie TV, episodio 3x47 (1962)
- Drama 61-67 - serie TV, episodio 2x19 (1962)
- ITV Television Playhouse - serie TV, episodio 8x13 (1962)
- The Plane Makers - serie TV, episodio 1x01 (1963)
- Suspense - serie TV, episodio 2x17 (1963)
- Redcap - serie TV, episodio 1x09 (1964)
- Theatre 625 - serie TV, episodi 3x10-3x20 (1965-1966)
- Armchair Theatre (1966)
- Disneyland (1966)
- The Troubleshooters (1967)
- Half Hour Story (1967)
- Agente speciale (The Avengers) (1967)
- Man in a Suitcase (1967)
- Detective (1968)
- Tris d'assi (1969)
- The Way We Live Now (1969)
- The Wednesday Play (1969)
- The Challengers (1972)
- Thirty-Minute Theatre (1972)
- Peer Gynt (1972)
- The Conquerors (1975)
- The Hanged Man (1975)
- Play of the Month (1975)
- Amore fra le rovine (Love Among the Ruins), regia di George Cukor - film TV (1976)
- Il piccolo Lord (Little Lord Fauntleroy), regia di Jack Gold - film TV (1980)
- The Day Christ Died (1980)
- Antony & Cleopatra (1981)
- Play for Today (1981)
- Red Monarch (1983)
- Legend of the Champions (1983)
- Re Lear (1983)
- Il brivido dell'imprevisto (1983)
- The Beiderbecke Affair (1985)
- The Father, regia di Kenneth Ives (1985)
- Operation Julie (1985)
- The Birthday Party (1986)
- Paradise Postponed (1986)

## Doppiatori italiani
- Manlio De Angelis in Assassinio sull'Orient Express, Un uomo per tutte le stagioni
- Sergio Fiorentini in La Pantera Rosa sfida l'ispettore Clouseau, Equus
- Gianfranco Bellini in Il piccolo Lord
- Luciano Melani in Vita privata di Sherlock Holmes
- Oreste Rizzini in I mastini della guerra
- Gianni Marzocchi in Delitto sotto il sole
- Massimo Foschi in Alfredo il grande
- Renzo Palmer in Antonio e Cleopatra
- Renato Mori in Don Camillo